# Tru Calling – Az őrangyal
A Tru Calling – Az őrangyal amerikai tévéfilmsorozat, amelyet 2003 októbere és 2005 áprilisa között mutattak be a Fox csatornán. Itt futott le a 2 évad 26 epizódja, majd levették a műsorról. Magyarországon az RTL Klub mutatta be 2005. december 4-én.
A produceri teendőket a Original Film, Oh That Gus! Inc., és a 20th Century Fox Television cégek végezték.
A sorozat megszűnését 2005 januárjában jelentették be, de Gail Berman, a Fox elnöke ragaszkodott hozzá, hogy a 2. évadból elkészült hat epizód adásba kerüljön. A forgatást azért állították le, mert a konkurens csatornán a Jóbarátokkal kellett volna versenyeznie.

## Történet
A sorozat főhőse Tru Davies, aki egy hullaházban dolgozik éjszakai műszakban. Esetenként a halottak segítséget kérnek Trutól, és ezzel újraindul a nap, Tru pedig megpróbálja megakadályozni a halálesetet. Mindemellett alkalma nyílik bizonyos személyes helyzeteket megoldani, segíthet családjának, barátainak.

## Szereplők

### Főszereplők
| Szerep          | Színész           | Magyar hang   |
| --------------- | ----------------- | ------------- |
| Tru Davies      | Eliza Dushku      | Solecki Janka |
| Harrison Davies | Shawn Reaves      | Hamvas Dániel |
| Davis           | Zach Galifianakis | Forgács Péter |
| Meredith Davies | Jessica Collins   | Udvarias Anna |
| Lindsay Walker  | A. J. Cook        | Csondor Kata  |
| Luc Johnston    | Matthew Bomer     | Haumann Máté  |
| Gardez          | Benjamin Benitez  |               |
| Jack Harper     | Jason Priestley   | Hevér Gábor   |

Tru Davies
Tru mindössze 12 éves volt, mikor végignézte anyja, Elise Davies halálát (a sorozatban kiderül, hogy
Tru apja egy bérgyilkost fogadott, hogy megölje őt). Anyjuk halála után a három gyermek (Tru, Harrison és Meredith) magára marad.
Harrison Davies
Tru öccse, Tru-val nagyon jó kapcsolatban vannak, tud a titkos életéről, sokszor segít neki. Eleinte egy nem megbízható játékmániás fazon később megváltozik. Az első évadban jár Lindsay-vel de később szakítanak.
Davis
Tru felügyelője, barátja, és bizalmasa a hullaházban, Gyűrűk ura rajongó. Összejön dr. Carrie Allennel, aki Jack Harper beépített embere.
Meredith Davies
Tru drogfüggő nővére, aki rehabilitáción van.
Lindsay Walker
Az 1. évadban Tru legjobb barátja. Lindsay és Harrison együtt volt, de amikor szakítottak, Lindsay összeházasodott egy régi barátjával, és Londonba költözött.
Luc Johnston
Tru udvarlója az 1. évadban, aki egy fényképész, de egy sajnálatos balesetben meghal (lelövik, és Tru nagy bánatára már segítséget sem kér.
Gardez
A hullaház egy régebbi dolgozója.
Jack Harper
Hasonló erővel bír, mint Tru. Eleinte érdeklődik Tru iránt, de céljaik ellentétesek: ő úgy gondolja, hogy nem szabad megmenteni azokat, akiknek az a sorsuk, hogy meghalnak. A 2. évadban Tru és Jack versenyeznek, hogy ki találja meg először a személyt: Tru megmentené, Jack hagyná meghalni.

### Visszatérő szereplők
Richard Davies (Cotter Smith)
Tru, Harrison és Meredith apja, aki ugyanazzal a képességgel bír, mint Jack. Jack neki dolgozik, és ugyanazt a nézetet is vallják, miszerint ő nem ad új életet hanem elvesz. Richard volt ellensége és felesége, Elise, Tru édesanyja volt, ők is így versenyeztek mint Tru és Jack de Richard végül bérgyilkost fogadott és lelövette a feleségét, így az anya képessége átszállt a lányára, Tru-ra. Amúgy ügyvédként dolgozik és második feleségétől lett még két gyermeke.
Carrie Allen (Liz Vassey)
Davis pszichiátere és szerelme a 2. évadban, akiről nem is sejtik, hogy Jack beépített embere.
Jensen (Eric Christian Olsen)
Tru udvarlója a 2. évadban. Tru egyszer megmenti Jensent, és megtudja, mi a következménye, ha olyan ember életét menti meg, aki nem kér segítséget.
Avery Bishop (Lizzy Caplan) és Tyler Li (Parry Shen)
Tru barátai az orvosi egyetemről.

## Epizódok
A sorozatból hivatalosan 26 epizód készült el. Az első évad 20, míg a második 6 epizódból áll. A második szezonra a gyártó csatorna ugyan 13 részes megrendelést adott le, a stáb a hatodik epizód forgatásánál tartott, mikor lerövidítették az évadot, hat részre. További epizódokat nem kért a csatorna.
| Évad | Évad | Részek száma | Részek száma | Eredeti sugárzás  | Eredeti sugárzás  | Eredeti adó | Magyar sugárzás   | Magyar sugárzás   | Magyar adó |
| Évad | Évad | Részek száma | Részek száma | Évadbemutató      | Évadzáró          | Eredeti adó | Évadbemutató      | Évadzáró          | Magyar adó |
| ---- | ---- | ------------ | ------------ | ----------------- | ----------------- | ----------- | ----------------- | ----------------- | ---------- |
|      | 1.   | 20           | 20           | 2003. október 30. | 2004. április 29. | FOX         | 2005. december 4. | 2006. április 23. | RTL Klub   |
|      | 2.   | 6            | 6            | 2005. március 31. | 2005. április 21. | FOX         | 2006. május 7.    | 2006. június 11.  | RTL Klub   |

### 1. évad (2003–2004)
| Sor. | Év. | Cím                                                    | Rendező                       | Író                                                                       | Premier                               | Gyártási szám |
| --- | --- | ------------------------------------------------------ | ----------------------------- | ------------------------------------------------------------------------- | ------------------------------------- | ------------- |
| 1. | 1.  | Hívás a túlvilágról (Pilot)                            | Phillip Noyce                 | Jon Harmon Feldman                                                        | 2003. október 30. 2005. december 4.   | 1AHP79        |
| Tru a főiskola után munkát vállal egy hullaházban, és az első éjszaka egy fiatal lány, akit akkor hoztak be holtan, segítséget kér tőle. Tru másnap úgy ébred, hogy ugyanaz a nap kezdődik újra, és így lehetőséget kap, hogy megakadályozzon egy gyilkosságot. |     |                                                        |                               |                                                                           |                                       |               |
| 2. | 2.  | Tüzet szüntess (Putting Out Fires)                     | Thomas J. Wright              | Sztori: Chris Brancato és Albert J. Salke Forgatókönyv: Chris Brancato    | 2003. november 6. 2005. december 11.  | 1AHP01        |
| A hullaházba behoznak egy kislányt, és egy fiatal tűzoltót, akik egy hirtelen támadt tűzben haltak meg. A tüzet egy gázrobbanás okozta, de a forrását nem sikerül megtalálni. Éjszaka a tűzoltó, Nick segítséget kér Trutól, és a lány napja újra kezdődik. Kétségbeesetten próbálja megakadályozni a tüzet, még mielőtt egyáltalán kiütne. Eközben ő és Nick egyre közelebb kerülnek egymáshoz.                                                        |     |                                                        |                               |                                                                           |                                       |               |
| 3. | 3.  | A védelem bére (Brother's Keeper)                      | Paul Shapiro                  | Jon Harmon Feldman                                                        | 2003. november 13. 2005. december 18. | 1AHP02        |
| Harrison megismerkedik egy nővel, és halálosan szerelmes lesz belé. Tru is megkedveli Sarah-t, de nemsokára kiderül, hogy azt elfelejtette megemlíteni, hogy még férjnél van. Nemsokára behozzák a hullaházba Andrew-t, a férjet, és minden azt igazolja, hogy Harrison volt a gyilkosa. Andrew segítséget kér Trutól, és a lány esélyt kap, hogy megakadályozza a gyilkosságot. Ezúttal az öccse sorsa forog kockán.                                   |     |                                                        |                               |                                                                           |                                       |               |
| 4. | 4.  | Arc nélkül (Past Tense)                                | Jeff Woolnough                | Zack Estrin és Chris Levinson                                             | 2003. november 20. 2006. január 8.    | 1AHP03        |
| Egyik este egyszerre öt halott érkezik a hullaházba. Egyikkel sem küldenek iratokat, ezért nem derül fény a személyazonosságukra. Mind az öten Tru segítségét kérik, de a lány nem látja az arcukat, mert le vannak takarva. Így a feladat nagyon nehéz, hiszen meg is kell őket találni a haláluk előtt. Ehhez Trúnak az öccse segítségére is szüksége van.                                                                                            |     |                                                        |                               |                                                                           |                                       |               |
| 5. | 5.  | A halál kalandorai (Haunted)                           | Michael Katleman              | Douglas Petrie                                                            | 2003. december 4. 2006. január 15.    | 1AHP04        |
| Paige Sanders az egyik legismertebb orvostanhallgató egyetemen. Egy napon mégis holtan találják, látszólag drog túladagolás áldozata lett. Ő is Tru segítségét kéri. A lány megismerkedik vele, és megtudja, hogy Paige és barátai veszélyes kísérletet végeznek: rövid időre a klinikai halál állapotába kerülnek, hogy visszautazhassanak a múltba, és felszínre hozzák elfeledett emlékeiket. Paige kétségbeesetten keresi egy múltbeli trauma okát. |     |                                                        |                               |                                                                           |                                       |               |
| 6. | 6.  | Tiltott szerelem (Star-Crossed)                        | Sanford Bookstaver            | Chad Hodge                                                                | 2003. december 11. 2006. január 22.   | 1AHP05        |
| Tru bármit megtenne, hogy visszautazhasson az időben, és megmenthesse anyját, akit kislány korában a szeme láttára öltek meg. Egy nap váratlan ajándékot kap a sorstól: álmaiban egy nappal korábban átéli a megtörtént eseményeket, s ezzel lehetősége nyílik arra, hogy segítsen a bajbajutottaknak. A hullaházban gyakornokként helyezkedik el, és főnöke segítségével versenyre kel az idővel.                                                      |     |                                                        |                               |                                                                           |                                       |               |
| 7. | 7.  | Másnap reggel (Morning after)                          | Dave Barrett                  | Robert Doherty                                                            | 2003. december 18. 2006. január 29.   | 1AHP06        |
| Tru a rengeteg munka után pihenőt tart és házavató bulit szervez. Ám aznap reggel felbukkan volt szerelme, Mark, aki láthatóan még mindig nem tudta túltenni magét a lánnyal való szakításon. Feltűnik a bulin is, de Tru elutasítja. Ám aznap hajnalban arra ébred, hogy Mark holtteste hever mellette az ágyban. Tru magát gyanúsítja a gyilkossággal.                                                                                                |     |                                                        |                               |                                                                           |                                       |               |
| 8. | 8.  | Az idő szorításában (Closure)                          | David Solomon                 | Jon Harmon Feldman                                                        | 2004. január 8. 2006. február 5.      | 1AHP07        |
| Egy fiatal katonát hoznak be a hullaházba. Jake a kórházban véletlen balesetben halt meg, de kiderül, hogy halálos betegségben szenvedett. Volt egy utolsó kívánsága: megtalálni élete szerelmét, mielőtt végleg lehunyja a szemét. Tru visszautazik az időben, hogy segítsen felkutatni a lányt. |     |                                                        |                               |                                                                           |                                       |               |
| 9. | 9.  | Halálos esküvő (Murder in the Morgue)                  | David Solomon                 | Zack Estrin és Chris Levinson                                             | 2004. január 15. 2006. február 12.    | 1AHP08        |
| Ismeretlen tettes végez egy fiatal lánnyal az esküvője napján. A lövés nem volt halálos, de mire a mentők odaérnek, a lány elvérzik. A hullaházban Tru és Davis éppen a boncoláshoz készülnek, amikor megjelenik az állítólagos vőlegény, aki szeretne elbúcsúzni halott kedvesétől. Tru egyedül hagyja a férfit a halottal, de mint kiderül, ez végzetes hiba volt. Másnap Tru nemcsak a lány, de Davis és a saját életéért is küzdhet.                |     |                                                        |                               |                                                                           |                                       |               |
| 10. | 10. | Halálos buli (Reunion)                                 | Allan Kroeker                 | Douglas Petrie                                                            | 2004. január 22. 2006. február 19.    | 1AHP09        |
| Tru és Lindsay az ötéves érettségi találkozójukra készül. Tru eleinte nem akar elmenni, mert rossz emlékei vannak a gimnáziumról, és egykori legjobb barátnőjéről, Candace-ről, de Lindsay rábeszélésére végül rászánja magát. A buli azonban a vártnál is rosszabbul alakul: Candace vízbe fullad, és Tru segítségét kéri. A nap újra elkezdődik. |     |                                                        |                               |                                                                           |                                       |               |
| 11. | 11. | A leghosszabb nap (The Longest Day)                    | David Grossman                | Sztori: Dana Greenblatt Forgatókönyv: Chad Hodge                          | 2004. február 5. 2006. február 26.    | 1AHP10        |
| Tru feladata egyre nehezebbé válik. Egy rablás során szíven lőnek egy férfit, aki aztán Tru segítségét kéri. Ám hiába avatkozik a lány az eseményekbe, mégis meghal egy ember, de ezúttal nem az, aki előző alkalommal. Ő is segítséget kér, és Tru napja megint elkezdődik. Csakhogy ez a nap sem úgy sül el, ahogy Tru tervezte, és a lány Davis segítségével kezdi megérteni, hogy küldetése annál is bonyolultabb, mint eleinte hitte.              |     |                                                        |                               |                                                                           |                                       |               |
| 12. | 12. | Valentin nap (Valentine)                               | Paul Shapiro                  | Robert Doherty                                                            | 2004. február 12. 2006. március 5.    | 1AHP11        |
| Valentin nap alkalmából Luc egy romantikus hétvégét akar eltölteni Truval, éppen úgy, ahogy Harrison Lindsayvel. A tervezett helyre azonban egy útlezárás miatt nem sikerül eljutniuk, így végül Harrisonék mellett kötnek ki. A motel azonban nem valami bizalomgerjesztő, ráadásul a szomszédságában egy temető és egy túlontúl is sötét erdő van. A riasztó jelek sokasodnak: kisvártatva ugyanis egy holttestre bukkannak a motelban.               |     |                                                        |                               |                                                                           |                                       |               |
| 13. | 13. | A szépség néha halálos (Drop Dead Gorgeous)            | Michael Katleman              | Sztori: Scott Shepherd Forgatókönyv: Robert Doherty és Jon Harmon Feldman | 2004. március 18. 2006. március 12.   | 1AHP12        |
| Lindsay cége szépségversenyt szervez, ahol Harrison az egyik zsűritag. Tru is elmegy a versenyre, és megdöbbenésére, holtan talál rá az egyik versenyzőre. Tru napja újra kezdődik, és ki kell derítenie, ki és miért akarja megölni a szépségverseny egyik lehetséges győztesét. Eközben kénytelen beletörődni, hogy Luc egy másik lánnyal kezd találkozgatni.                                                                                         |     |                                                        |                               |                                                                           |                                       |               |
| 14. | 14. | Apja lánya (Daddy's Girl)                              | Jesús Salvador Treviño        | Chris Levinson, Zack Estrin és Jon Harmon Feldman                         | 2004. március 25. 2006. március 19.   | 1AHP13        |
| Jordan, Tru apjának második felesége szülinapi partit szervez a férjének, ahova szeretné elhívni a gyerekeit is, akik azonban nem szívesen mennének. Tru mégis meglátogatja az apját, de a partin nincs jelen Jordan. Hamarosan kiderül, hogy a nőt meggyilkolták, és Tru segítségét kéri. A lány az egész napot mostohaanyjával tölti, és a gyilkos kilétét illetően megdöbbentő felismerést tesz.                                                     |     |                                                        |                               |                                                                           |                                       |               |
| 15. | 15. | Menekülés (The Getaway)                                | Guy Bee                       | Sztori: Scott Shepherd Forgatókönyv: Stephanie Williams és Paula Yoo      | 2004. április 1. 2006. március 26.    | 1AHP14        |
| Egy bárban lelövik Michelle Carey riportert, aki Tru segítségét kéri. Az elkövető, egy fiatal férfi a barátnőjével rablássorozatot hajt végre aznap. Tru a rendőrség bevonásával próbálja megakadályozni őket, hogy így megmenthesse Michelle életét, de a rablók ezúttal nem követik az előző napi forgatókönyvet. Eközben a hullaházba új asszisztens érkezik, Jack, aki bár kedves, mégis valahogy nyugtalanító a jelenléte.                         |     |                                                        |                               |                                                                           |                                       |               |
| 16. | 16. | Dupla vagy semmi (Two Pair)                            | Rick Rosenthal                | Doris Egan                                                                | 2004. április 8. 2006. április 2.     | 1AHP16        |
| Tru újabb problémával találja szemben magát, mikor egy halott a segítségét kéri, de a nap nem kezdődik újra. Attól tart, hogy megszűnt különleges képessége, de ugyanaznap egy másik halott is segítséget kér, és így mégis az előző napon találja magát. Az idővel versenyezve próbálja megmenteni a két embert, amiben Harrison nagy segítségére van. Kiderül, hogy Jack szándékai nem egészen tiszták.                                               |     |                                                        |                               |                                                                           |                                       |               |
| 17. | 17. | Jól áll neki a halál (Death Becomes Her)               | Michael Katleman              | Robert Doherty                                                            | 2004. április 15. 2006. április 9.    | 1AHP15        |
| A híres színésznő, Carly Anders érkezik a hullaházba, hogy a következő filmjére készüljön, amelyben hullaházi dolgozót alakít. Este azonban lezuhan a kocsijával egy hídról és a holtteste Tru segítségét kéri. Miközben Carly ügyét próbálja megoldani, Tru megdöbbentő felfedezést tesz a saját múltjával kapcsolatban. Eközben Harrison és Jack egyre szorosabb barátságba keveredik, bár ezt Tru rossz szemmel nézi.                                |     |                                                        |                               |                                                                           |                                       |               |
| 18. | 18. | Hátsó ablak (Rear Window)                              | Michael Katleman Paul Shapiro | William Sind                                                              | 2004. április 22. 2006. április 30.   | 1AHP17        |
| Tru az ablakból rálát a szemközti épületben lakó lányra, Chris Barronsonra… Mikor a hullaházba behoznak egy férfit ugyanezen a néven, Tru személyazonosság-lopásra gyanakszik. Mikor azonban a nap újra kezdődik, a történet különös fordulatot vesz, és nehéz megállapítani, hogy ki a bűnöző, és ki az áldozat. Eközben Tru és Davis érdekes dolgokat tud meg Jackről, aki nem sokat árult el eddig a múltjáról.                                      |     |                                                        |                               |                                                                           |                                       |               |
| 19. | 19. | Élve vagy holtan (D.O.A.)                              | Dan Lerner                    | Zack Estrin és Chris Levinson                                             | 2004. április 29. 2006. április 16.   | 1AHP18        |
| Tru és Davis még mindig a felismerés hatása alatt van, hogy Jack ugyanúgy újraéli a napot, ahogy Tru. A lány boldogságában, hogy talált egy hozzá hasonló embert, együtt akar dolgozni Jackkel, de ahogy telik az idő, úgy válik egyre gyanúsabbá neki a férfi. Amikor aztán Jack meg akarja akadályozni, hogy megmentsen egy nőt, rádöbben, hogy nem szövetségest, hanem ellenséget talált benne.                                                      |     |                                                        |                               |                                                                           |                                       |               |
| 20. | 20. | Két esküvő és egy temetés (Two Weddings and a Funeral) | Michael Katleman              | Jon Harmon Feldman                                                        | 2004. április 29. 2006. április 23.   | 1AHP19        |
| Tru ezúttal mindent kockára tesz, mikor meghal az öccse, Harrison. Tru ugyanis nyíltan szembekerül Jackkel, aki világosan megmondja, hogy mindent megtesz azért, hogy a sors beteljesüljön, kivéve, ha Tru megígéri, hogy soha többé nem segít senkinek. A harc élet és halál között drámai. Ám Tru törekvése, hogy megmentse Harrisont, egy másik ember megdöbbentő halálához vezet.                                                                   |     |                                                        |                               |                                                                           |                                       |               |

### 2. évad (2005)
| Sor. | Év. | Cím                                                          | Rendező                | Író                | Premier                            | Gyártási szám |
| --- | --- | ------------------------------------------------------------ | ---------------------- | ------------------ | ---------------------------------- | ------------- |
| 21. | 1.  | A tökéletes vihar (Perfect Storm)                            | Michael Katleman       | Jon Harmon Feldman | 2005. március 31. 2006. május 7.   | 2AHP01        |
| Davis közbenjárására Tru elkezdheti tanulmányait orvostanhallgatóként. Richard, Tru apja a városba költözik. Harrison hat hete dolgozik az új munkahelyén, de Richard állást ajánl neki. Amikor egy fiatal kikötői rendész megfullad egy viharban, elkezdődik Tru és Jack küzdelme a lány életéért vagy halálért. |     |                                                              |                        |                    |                                    |               |
| 22. | 2.  | Hiába szöksz (Grace)                                         | Dan Lerner             | Doris Egan         | 2005. március 31. 2006. május 14.  | 2AHP02        |
| Amikor egy pszichiátert lelőnek, és Tru segítségét kéri, a lány megpróbálja azonosítani a gyilkost.Ám hála Jack közbeavatkozásának, ő maga is gyanúba keveredik, ezért menekülnie kell a rendőrség elől. Úgy tűnik, hogy ezt a játszmát Jack nyeri. Egy nem várt segélyhívásnak köszönhetően azonban Tru esélyt kap, hogy tisztázhassa magát és megmentse az áldozatot.                                                                                      |     |                                                              |                        |                    |                                    |               |
| 23. | 3.  | Áramszünet (In the Dark)                                     | Rick Rosenthal         | Jane Espenson      | 2005. április 7. 2006. május 21.   | 2AHP03        |
| Tru születésnapjára Harrison bulit szervez a hullaházba, ahova meghívja Tru új barátait is. A bulin felbukkan Carrie Allen, az új pszichológusnő és Davis megkéri, hogy maradjon. Hirtelen áramszünet lesz, és a beálló sötétségben egy hang Tru segítségét kéri, ám a lány azt sem tudja, hogy kitől érkezett a segélyhívás. A nap újra kezdődik, de Jack közreműködése ismét nehézségeket okoz.                                                            |     |                                                              |                        |                    |                                    |               |
| 24. | 4.  | A sors fintora (The Last Good Day)                           | Michael Katleman       | Richard Hatem      | 2005. április 14. 2006. május 28.  | 2AHP04        |
| Jack reggel találkozik egy lánnyal az állomáson, aki azonnal megtetszik neki. A lány megkéri őt, hogy kísérje el este egy jazz-koncertre, de Jack nemet mond. Később azonban véletlenül újra látja, de már holtan: Megan aznap este öngyilkos lesz. A sors fintora, hogy a halott lány Jacktől kér segítséget. Tru napja is újraindul, és közben rájön, hogy honnan tudja Jack mindig pontosan, hogy ki volt az áldozat.                                     |     |                                                              |                        |                    |                                    |               |
| 25. | 5.  | Az utolsó csepp (Enough)                                     | Guy Bee                | Robert Doherty     | 2005. április 21. 2006. június 4.  | 2AHP05        |
| A sors kísértetiesen ismétli önmagát Tru életében. Ahogy egykor Luc, ezúttal Jensen hal meg, és Tru felveszi a harcot Jackkel a fiú életéért. A helyzetet nehezíti, hogy Jensen holtteste nem kér segítséget. Jack újra felhívja Tru figyelmét arra, hogy milyen következményekkel jár, ha beleavatkozik a sors akaratába. Közben Davis egyre jobban beleszeret Carrie-be, aki azonban minden információt, amit a férfitól megtud, azonnal továbbít Jacknek. |     |                                                              |                        |                    |                                    |               |
| 26. | 6.  | Karácsonyi kaland (’Twas the Night Before Christmas...Again) | Jesús Salvador Treviño | Zack Estrin        | nem került adásba 2006. június 11. | 2AHP06        |
| Ezúttal olyan nő kéri Tru segítségét, akit fél évvel korábban öltek meg. Mivel Tru csak a tegnapi napra ébred, nem Allison Moore életét kell megmentenie, hanem rá kell jönnie, hogy ki miatt kérte a segítséget. A sors iróniája, hogy a feladat megoldásához Jack segítségére van szüksége. |     |                                                              |                        |                    |                                    |               |